# Catedral metropolitana de Florianópolis
La Catedral Metropolitana de Florianópolis dedicada a Nuestra Señora del Destierro, es la iglesia que funciona como la catedral de la arquidiócesis de Florianópolis, desde su creación, el 19 de marzo de 1908. La edificación esta protegida por el Instituto del Patrimonio Histórico y Artístico Nacional de Brasil.
La colonización definitiva de Florianópolis tuvo inicio en 1673. En 1679, Francisco Dias Velho requirió el título legal de las tierras, iniciando la construcción de una iglesia dedicada a Nossa Senhora do Desterro. Era pequeña y fue construida con piedra caliza. dentro de ella, el fundador de Desterro (hoy Florianópolis) fue asesinado. En 1908 fue elevada a la condición de Catedral.